# أبو العباس الضبي
أبو العباس الضبي (ازدهر حوالي عام 1000م) أحد تلاميذ الصاحب بن عباد (عالم ورجل دولة فارسي، والصدر الأعظم للحكام البويهيين في الري 976-995م). ويُعرف الضبي اليوم بشعره. ومن بين مؤلفاته كتاب الأرماز في الألغاز . على الرغم من ضياعه الآن، إلا أنه ربما كان أول كتاب ألغاز باللغة العربية؛ فقد بقيت منه تسع قصائد في كتاب الإعجاز في الأحاجي والألغاز الذي أُهديَ الأمير قيمز، وقد ألفه أبو المعالي سعد بن علي الحزيري في عهد الخليفة المقتفي (1136-1160م). ولكن الحزيري نفسه أبدى عدم إعجازه لألغاز الضبي، إذ وجدها غامضةً للغاية، وصعبة. :265
ومن أمثلة شعر الضبي كما ترجمه منصور العجمي ما يلي:

## طالع أيضًا
- الشاكر البصري